# Szczuplinki (województwo kujawsko-pomorskie)
Szczuplinki (niem. Czeplinken) – wieś w Polsce, położona w województwie kujawsko-pomorskim, w powiecie wąbrzeskim, w gminie Książki. Miejscowość jest siedzibą sołectwa Szczuplinki, w skład którego wchodzi także wieś Łopatki Polskie.

## Integralne części wsi
| SIMC    | Nazwa       | Rodzaj    |
| ------- | ----------- | --------- |
| 1031959 | Bejzlerówka | część wsi |
| 1031965 | Buczek      | część wsi |

## Historia
Wieś wzmiankowana przez kronikarza Jeroschina w dokumencie z roku 1335 jako Zipfil, kolejne nazwy: Czhippiln, Schippelsdorf. W XIV wieku należała do zakonu krzyżackiego. Kolejna wzmianka, z roku 1667, wymienia miejscowość jako własność szlachecką Łukasza Trzcińskiego. Wieś uległa całkowitemu zniszczeniu podczas potopu szwedzkiego. Po odbudowie własność kolejno Czapskich i Zaleskich, którzy w roku 1790 oddali majątek w wieczystą dzierżawę miejscowym rolnikom. W roku 1835 wieś nabyli ich potomkowie. W roku 1920 Szczuplinki ponownie znalazły się w Polsce.

## Współczesność
W latach 1975–1998 miejscowość administracyjnie należała do województwa toruńskiego. Według Narodowego Spisu Powszechnego (III 2011 r.) liczyła 70 mieszkańców. Jest ósmą co do wielkości miejscowością gminy Książki.